# هاوورث واتسون
هاوورث واتسون (26 سبتمبر 1880 - 24 نوفمبر 1951) (بالإنجليزية: Haworth Watson)‏ هو لاعب كريكت بريطاني وبريطاني (وحمل سابقاً جنسية المملكة المتحدة لبريطانيا العظمى وأيرلندا).